# Aduana Stars FC
El Aduana Stars Football Club és un club de futbol de la ciutat de Dormaa Ahenkro, Ghana.

## Palmarès
- Lliga ghanesa de futbol: [2][3]
  - 2010, 2017